# Маєток княгині Варвари Голіциної
Маєток княгині Варвари Голіциної — знаходився у с. Козацькому Звенигородського району Черкаської області.

## Історія
Збудований наприкінці XVIII ст. До 1791 р. село Козацьке належало Григорію Потьомкіну, після його смерті воно перейшло у спадок Варварі Василівні Енгельгард, племінниці Григорія Потьомкіна і рідній сестрі Олександри Енгельгард.
У 1779 р. Варвара Василівна вийшла заміж за князя Сергія Федоровича Голіцина (1748—1810), генерала, відомого воєначальника. Після смерті Катерини ІІ генерал потрапив у немилість до імператора Павла І.
У 1797 р. його з родиною (з дев'ятьома синами) відправили у с. Козацьке. Разом з ними до села приїхав особистий секретар князя та вихователь його дітей — Іван Андрійович Крилов, який став відомим байкарем.

На час приїзду Голіциних маєток був у запущеному стані. Російський літератор Філіпп Вігель рік прожив у маєтку і так описав його:
«Село Козацьке було з числа тих маєтків, які польські королі роздавали магнатам в Україні після її поділу на польську та російську. Магнати ніколи в них не приїжджали, жили у Варшаві або Вільні й отримували з них лише доходи… безкінечний двір, обнесений тином, в глибині якого відкривались дерев'яні барські хороми, збудовані нашвидкуруч, а по бокам знаходились шість доволі просторих мазанок, замість флігелів, і сад, розведений лише восени, що був лише рядками прутків».
Княгиня Варвара заклала парк і спорудила садибу у Козацьке.
З 1872 р. маєток перейшов Варварі Григорівні Голіциній (1851—1908).
У 1885 р. побудовано палац в готичному стилі з галереями, залами та баштами. Зараз маєток можемо побачити лише на архівних фото.
Основний стиль архітектури, використаний у будівлях маєтку, — псевдоготика. Будинок мав досить велику площу, крім основних житлових кімнат у ньому були різні галереї, зали. Нині зберігся тільки будинок управителя, частково флігель, в'їздні ворота та нові будівлі, споруджені за наказом наступних власників маєтку. Великий господарський блок, який знаходиться ліворуч від в'їзних воріт, збудували вже нові власники маєтку після смерті Голіциної — губернатор Києва Фундуклей, баронеса Врангель та князі Куракіни. У господарських приміщеннях розміщувалося ПТУ.
У першому своєму варіанті ландшафтний парк мав водойму з насипним островом, водоспади, сімейний мавзолей та альтанки.
У 1918 р. червоний кінний загін під командуванням Григорій Котовський зруйнував княжий маєток Голіциних.